# Култура на Латвия
Културата на Латвия е съвкупността от материални и нематериални прояви на културата, създадени на територията на съвременната държава Латвия от представителите на латвийския народ.

## Историко-културни области
Територията на съвременна Латвия е разделена на няколко културно-исторически региона, основните от които са Курландия, Латгалия, Видземе и Земгале. В състава на Земгале понякога е отделян още един регион, който не е посочен в Конституцията на страната – Селия. Всяка историческа и културна област има свои традиции на народни носии, обичаи, песни и др.

## Латвийска литература
Преди появата на писмения латвийски език, традициите на латвийския народ се предават основно чрез народните песни, които са съхранени и до днес. Латвийската литература започва да се развива едва през XIX век, с издаването на първия сборник с национална писмена поезия на Юрис Алунан „Песни“ (1856). В началото на ХХ век, благодарение на влиянието на немската и руската литература, в латвийската литература се появяват различни литературни движения: символизъм, декадентство и др.
В съвременната латвийска литература голямо внимание се обръща на разкриването на вътрешния свят на човека, на анализа на острите житейски конфликти. Силно развита е поезията. 

## Архитектура
В продължение на осем века в Латвия преобладават различни архитектурни стилове, в резултат на което латвийската архитектура се е развила от дървени селски къщи до готика и северен модернизъм.
Латвийците предпочитат да строят дървени къщи, поради големия брой гори в страната. Селските къщи и крепостите (например замъка Арайши) са построени изцяло от дърво, а едва по-късно чужденците въвеждат зидарията.
Добре запазеният исторически център на Рига е включен в Списъка на световното наследство на ЮНЕСКО .

## Латвийска музика
Латвийската музика има дълготрайна традиция и обхваща широк спектър от жанрове – от народната музика до съвременната академична и популярна музикална сцена. По време на завладяването на територията на съвременна Латвия от кръстоносците (XIII век), музикалната култура на този край е предимно народна. През XVII – XIX век музиката на Латвия е тясно свързана с европейската култура. Латвийската национална музикална школа започва да се оформя през втората половина на XIX век. Музикалното образование в Латвия през 19 век е достъпно само в семинарии и няколко музикални училища, а за да получат пълно образование, музикантите отиват в западните страни или в Санкт Петербург. През 20 век започва бързото развитие на латвийската музикална култура: изграждат се опери и театри, музикални академии и филармонични общества. Съвременна Латвия е основен център на европейската музикална култура. В Рига и други градове редовно се провеждат концерти на музиканти, международни музикални конкурси и фестивали, най-известните от които се провеждат в Юрмала и Сигулда.

## Латвийски театър
Професионалният латвийски театър дължи своите корени на така нареченото „първо пробуждане“, когато първото поколение високообразовани латвийци обявява своята национална и интелектуална идентичност. Първият професионален латвийски драматург е Адолф Алунан, чиято премиера на пиеса се състои през 1869 година. Първоначално латвийският театър е повлиян от германската школа с нейните хиперболични изразителни жестове и изражения на лицето. Впоследствие този стил от Европа е заменен от новите традиции на натурализъм и символизъм, а от Русия навлизат принципите на театралната постановка, драмата и актьорсткото майсторство.
Най-известните драматурзи от края на XIX и началото на XX век са Рудолф Блауманис, Райнис и Аспазия. В своите пиеси те изобразяват исторически моменти на нацията с участието на митологични герои и сцени. За първи път в пиесите на Аспазия звучат манифести за правата и свободите на жените. Успехът на нейните пиеси се отличава с факта, че пиесите, написани от жени в Европа по това време, не получават обществена подкрепа. След Втората световна война латвийският театър е под строгия контрол и идеологически натиск от страна на съветските власти. През 60-те години латвийският театър става по-разнообразен, списъкът на режисьорите е попълнен с млади и талантливи творци. Сред тях са Алфред Яунушанс (Рига) и Олгертс Кродерс (Валмиера). През 80-те години Мара Кимеле, Адолф Шапиро и Карлис Аушапс популяризират нови тенденции. Богатството и разнообразието на съвременния латвийски театрален живот се осигурява чрез провеждането на голям брой фестивали: „Homo Novus“, „Homo Alibi“, „The Latvian Showcase Theatre“, „Skats“, „Dirty Drama“, „Time to Dance“, „No-Mad-I“.

## Латвийска кухня
Основата на латвийската национална кухня се състои от различни селскостопански продукти: брашно, зърнени храни (предимно ечемик), грах, фасул, картофи, зеленчуци, както и мляко и млечни продукти: кисело мляко, кефир, извара, заквасена сметана. От месните продукти най-консумирани свинско месо, по-малко говеждо, телешко, домашни птици. Много ястия се приготвят от пушено или осолено свинско месо и се сервират на масата с разнообразни зеленчукови ястия. В направата на национални ястия широко се използват селда, цаца, херинга.